# الشريف الحسن حيدرة
الشريف الحسن حيدرة (1917 تمبدغة، موريتانيا - ديسمبر 2011 دار الهجرة، السنغال)، زعيم ديني موريتاني الاصل، سنغالي الجنسية، ينتمي إلى الشريف الأكحل الذي ينتمي بدوره إلى الادارسة المنحدرين من الإمام الحسن الإمام الثاني عند الشيعة الاثناعشرية. يعتبر الشريف الحسن حيدرة أحد كبار رجال الدين ومشايخ الطرق الصوفية (التيجانية) في السنغال وغرب إفريقيا.

## حياته
هاجر الشريف الحسن حيدرة من موريتانيا إلى السنغال في أواخر الثلاثينيات من القرن الماضي، حط رحاله عند الشيخ تيرنو سراج الدين محمد سعيد با من مدينة غوناس ورئيس كانتون صيدو دياو وهو أحد الزعماء التقليديين من قومية البولار، والذي اعجب به فأكرم وفادته وزوجه ابنته «ميمونة دياو» لاحقا. ذاع صيت الشريف الحسن حيدرة واشتهر بصلاحه وعبادته، فارتحل بزوجته لقرية «دار الهجرة» واستقر فيها، أصبحت قريته قبلة لطلاب العلم والدعاء من انحاء العالم، ومكث فيها الشريف حتى وفاته في ديسمبر من عام 2011. بعد وفاته، وتكريما لذكراه قامت مؤسسة المزدهر الدولية التي يرأسها نجله الشريف محمد علي حيدرة ببناء جامع كبير في قريته، أطلقت عليه اسم «مسجد الحسنين» الكبير في «دار الهجرة»، وقد تمت تسميته تيمنا باسم الشريف الحسن حيدرة واسم جده الحسن بن علي سبط الرسول محمد من ابنته فاطمة.

## عائلته
رزق الشريف الحسن حيدرة عددا من الأبناء أكبرهم العلامة السيد الشريف محمد السعيد حيدره الذي خلفه في المشيخة، والشريف محمد علي حيدرة رئيس مؤسسة المزدهر الدولية وقائد جماعة المزدهر الشيعية، والشريف محمد الحبيب حيدرة عمدة بلدية بونكونتو التابعة لولاية كولدا.

## وفاته
توفي الشريف الحسن حيدرة سنة 2011 وتم دفنه بقرية دار الهجرة.